# Pinanga badia
Pinanga badia är en enhjärtbladig växtart som beskrevs av Donald R. Hodel. Pinanga badia ingår i släktet Pinanga och familjen Arecaceae. Inga underarter finns listade i Catalogue of Life.